# SPAD S.XIII

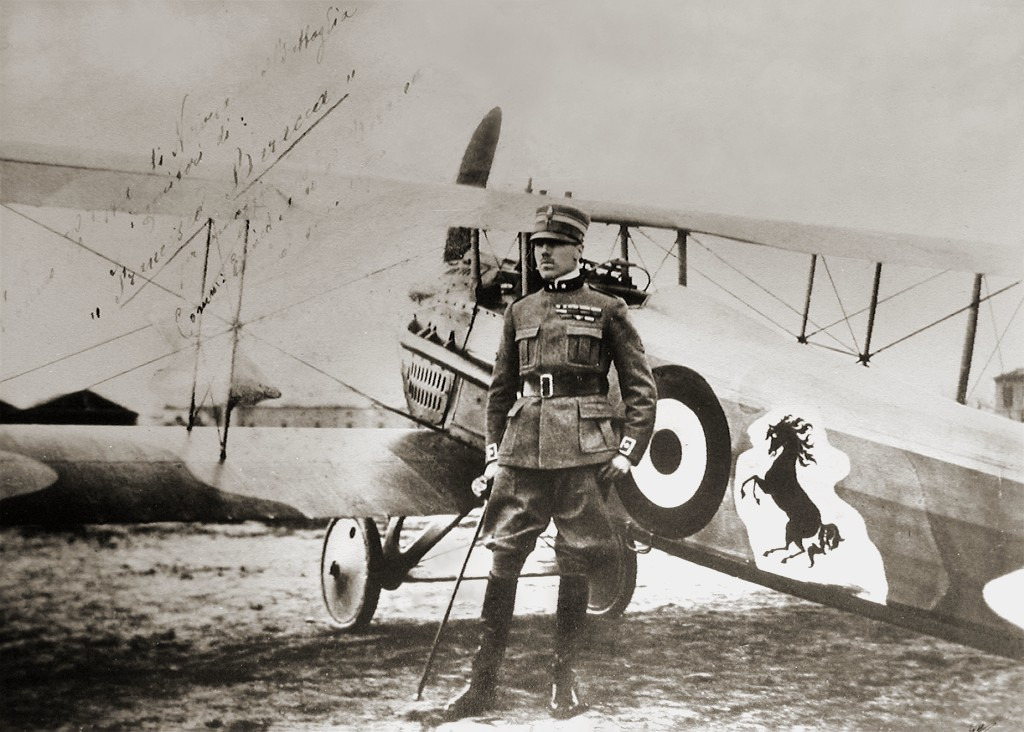
Francesco Baracca pózuje u svého SPADu S.XIII v roce 1918

SPAD S.XIII byl slavný francouzský stíhací dvouplošník používaný během první světové války. Byl vyvinut firmou Société Pour L'Aviation et ses Dérivés (SPAD) z předchozího velmi úspěšného typu SPAD S.VII. Patřil nejen mezi nejlepší stíhací letouny celého konfliktu, ale i mezi nejrozšířenější – během války bylo postaveno 8472 strojů a objednávka na dalších 10 000 kusů byla zrušena po uzavření příměří.

## Specifikace (SPAD S.XIII C1 s motorem HS 8Be)
Data podle Vraný, Hurt

### Technické údaje
- Osádka: 1 pilot
- Délka: 6,22 m
- Rozpětí horního křídla: 8,08 m
- Rozpětí dolního křídla: 7,72 m
- Hloubka horního křídla: 1,50 m
- Hloubka dolního křídla: 1,40 m
- Výška: 2,40 m
- Plocha křídel: 24,50 m²
- Plošné zatížení: 34,69 kg/m²
- Prázdná hmotnost: 575 kg
- Vzletová hmotnost : 850 kg
- Pohonná jednotka: 1× vidlicový osmiválec Hispano-Suiza 8Be
- Výkon pohonné jednotky: 220 koní (162 kW)

### Výkony
- Maximální rychlost: 217 km/h ve výšce 2000 m
- Vytrvalost: 2 hod
- Dostup: 6850 m
- Stoupavost: do 2000 m za 4 min a 40 sec
- Poměr výkon/hmotnost: 0,19 kW/kg

### Výzbroj
- 2× synchronizovaný kulomet Vickers ráže .303